# Balaclava
Balaclava – miasto na Jamajce, w regionie Saint Elizabeth.